# Aleuron chloroptera
Aleuron chloroptera is een vlinder uit de familie van de pijlstaarten (Sphingidae). De wetenschappelijke naam van de soort werd in 1833 gepubliceerd door Josef Anton Maximilian Perty.